# Vicente Engonga
Vicente Engonga Maté (Barcelona, 20 de octubre de 1965) es un exfutbolista y entrenador español de origen ecuatoguineano. Jugaba de centrocampista y su primer equipo fue la Gimnástica de Torrelavega, de Cantabria. Su hermano Óscar también fue jugador de fútbol. Su sobrino Igor ha seguido el paso de ambos y también es futbolista.

## Biografía

### Inicios
Jugador nacido en Barcelona, aunque su infancia y sus primeros pasos en el fútbol transcurrieron en Torrelavega, Cantabria. Su padre, de origen ecuatoguineano, llegó a España para jugar en el Rayo Cantabria y Gimnástica de Torrelavega, entre otros equipos.
Él y sus tres hermanos (Óscar, Julio y Rafael) estuvieron a punto de ser internacionales por Guinea Ecuatorial. Sin embargo, el dinero para el viaje se les perdió en Madrid.
Sus primeros equipos fueron la Gimnástica de Torrelavega, en categoría juvenil, y en la SD O Val (regional de Narón). Tras pasar por el Sporting Mahonés (Segunda B) ficha por el Real Valladolid, de la primera división española, donde permanece una temporada. A pesar de su debut tardío en primera, con 26 años, cuajó una excelente temporada en el club pucelano que le llevó a fichar por el Celta de Vigo y, tras dos temporadas, por el Valencia.

### Etapa en Mallorca
Tras la finalización de su tercera campaña en el conjunto ché, en verano de 1997, Engonga recala en la disciplina del recién ascendido Real Club Deportivo Mallorca, dirigido entonces por Héctor Cúper. Se inicia entonces la que probablemente sea la mejor etapa del futbolista como profesional, hecho que le hizo ganarse el apodo de "Dios del Fútbol". En Mallorca llegó a disputar una final de la Copa del Rey de Fútbol (1998), una final de la Recopa (UEFA Cupwinner's Cup, 1999), fue campeón de la Supercopa de España (1998) y disputó una edición de la Liga de Campeones (2001-2002) anotando el primer tanto de la historia del Mallorca en esta competición en su partido de debut contra el Arsenal.

### Selección nacional
Durante la etapa en Mallorca sería convocado por primera vez para representar a la selección española de fútbol, con la que disputó 14 partidos, en los que anotó un gol. Es considerado el segundo jugador negro en jugar con la selección española, el primero fue Donato.
José Antonio Camacho le hizo debutar con el combinado español el 23 de septiembre de 1998 en un amistoso contra Rusia en el estadio de Los Cármenes en Granada, partido que concluyó con el resultado de 1 gol a 0 favorable a la selección española de fútbol, obra del también debutante Alkiza.
Participó en la fase final de la 2000.

#### Participaciones en Eurocopas
| Eurocopa      | Sede                   | Resultado        |
| ------------- | ---------------------- | ---------------- |
| Eurocopa 2000 | Países Bajos y Bélgica | Cuartos de final |

### Retirada
Tras la finalización de la temporada 2001-2002, y tras no renovar por el club balear, Engonga recala en el Real Oviedo, de segunda división, en el que permanecería seis meses, hasta fichar en enero de 2003 por el Coventry City de la Second Division inglesa, que será su último club como profesional.

### Carrera como entrenador
Al finalizar la temporada 2002-2003, Engonga cuelga las botas y pasa a formar parte del organigrama técnico del Real Club Deportivo Mallorca, siendo segundo entrenador del equipo filial, hasta la temporada 2006-2007. Tras convertirse en entrenador del juvenil B del Real Club Deportivo Mallorca, el 4 de agosto de 2008 fue nombrado nuevo seleccionador de Guinea Ecuatorial y su debut oficial fue el 6 de septiembre de 2008 en Freetown cuando sus dirigidos perdieron 1-2 ante Sierra Leona por la fase eliminatoria de la Copa Mundial de Fútbol de 2010.
En 2011 se hizo cargo del Mallorca B. En 2014 pasa a ser segundo entrenador del Real Club Deportivo Mallorca, pero solo ejerce ese cargo durante algunos días, hasta que es despedido junto al primer entrenador Miquel Soler.
En la temporada 2014-15 pasa a formar parte del personal técnico del Kitchee SC de Hong Kong y un año después al equipo saudí Al-Shabab.
Actualmente trabaja para la real federación española de fútbol como delegado y enlace de la selección nacional absoluta
Febrero 2023 se convierte en técnico auxilar de las selecciones inferiores masculinas de La RFEF

## Clubes
| Club                      | País                | Año                 | Partidos | Goles |
| ------------------------- | ------------------- | ------------------- | -------- | ----- |
| Sporting Mahonés          | España              | 1987-1991           | 109      | 25    |
| Real Valladolid Deportivo | España              | 1991-1992           | 37       | 2     |
| R. C. Celta de Vigo       | España              | 1992-1994           | 84       | 0     |
| Valencia C. F.            | España              | 1994-1997           | 88       | 3     |
| R. C. D. Mallorca         | España              | 1997-2002           | 191      | 7     |
| Real Oviedo               | España              | 2002                | 12       | 1     |
| Coventry City             | Inglaterra          | 2003                | 8        | 0     |
| Total en su carrera       | Total en su carrera | Total en su carrera | 529      | 38    |

Incluye partidos de 1.ª, 2.ª, First Division, 2.ª B, Copa del Rey, Supercopa de España, Liga de Campeones, Recopa de Europa y Copa de la UEFA.

## Títulos

### Campeonatos nacionales
| Título              | Club              | País   | Año  |
| ------------------- | ----------------- | ------ | ---- |
| Supercopa de España | R. C. D. Mallorca | España | 1998 |

- Subcampeón de la Copa del Rey con el R. C. Celta de Vigo en la temporada 1993/94.
- Subcampeón de la Copa del Rey con el R. C. D. Mallorca en la temporada 1997/98.
- Subcampeón de la Recopa de Europa con el R. C. D. Mallorca en la temporada 1998/99.